# بريندا ميجر
بريندا ميجر (بالإنجليزية: Brenda Major)‏ هي عالمة نفس أمريكية، ولدت في 21 أغسطس 1950.